# Der letzte Tag
Singles de Tokio Hotel
Rette mich
(2006) Übers Ende der Welt
(2007)
Der letzte Tag est le 4e single du groupe de rock allemand Tokio Hotel. La chanson est sortie le 28 août 2006. La chanson apparaît sur l'album Schrei. Elle a été réenregistrée sur l'album Schrei so laut du kannst car la voix du chanteur avait mué. Et c'est la nouvelle version qui est apparu sur le single.

## Clip
Le clip de la chanson Der letzte Tag est une vidéo où on peut voir le groupe interpréter en concert en live sur le toit du célèbre cinéma de Berlin. Bill marche sur le toit et s'assoit sur le rebord. C'est un petit concert organisé. Un public de fans se trouve en bas du cinéma. Le clip s'enchaîne avec le clip Wir schliessen uns ein où le groupe descend dans les sous-sols du cinéma.

## Liste des titres
CD single Pt. 1
1. Der letzte Tag (Single version) - 3:14
2. Der letzte Tag (Grizzly remix) - 3:14
3. Frei im freien fall - 3:03
4. Wir schliessen uns ein - 3:14
5. Wir schliessen uns ein (Music video) - 3:14

CD single Pt. 2
1. Der letzte Tag (Single version) - 3:14
2. Der letzte Tag (Acoustic version) - 3:10
3. Der letzte Tag (Music video) - 4:50
4. Tokio Hotel Gallery
5. Der letzte Tag (FanSpecial backstage live clip) - 3:20

## Charts
| Chart                | Meilleure Position |
| -------------------- | ------------------ |
| Ö3 Austria Top 40    | 1                  |
| EURO 200 Chart       | 13                 |
| German Singles Chart | 1                  |
| Swiss Singles Chart  | 7                  |